# Andricus coriarius
Espèce
Andricus coriarius est une espèce d'insectes hyménoptères de la famille des Cynipidae.

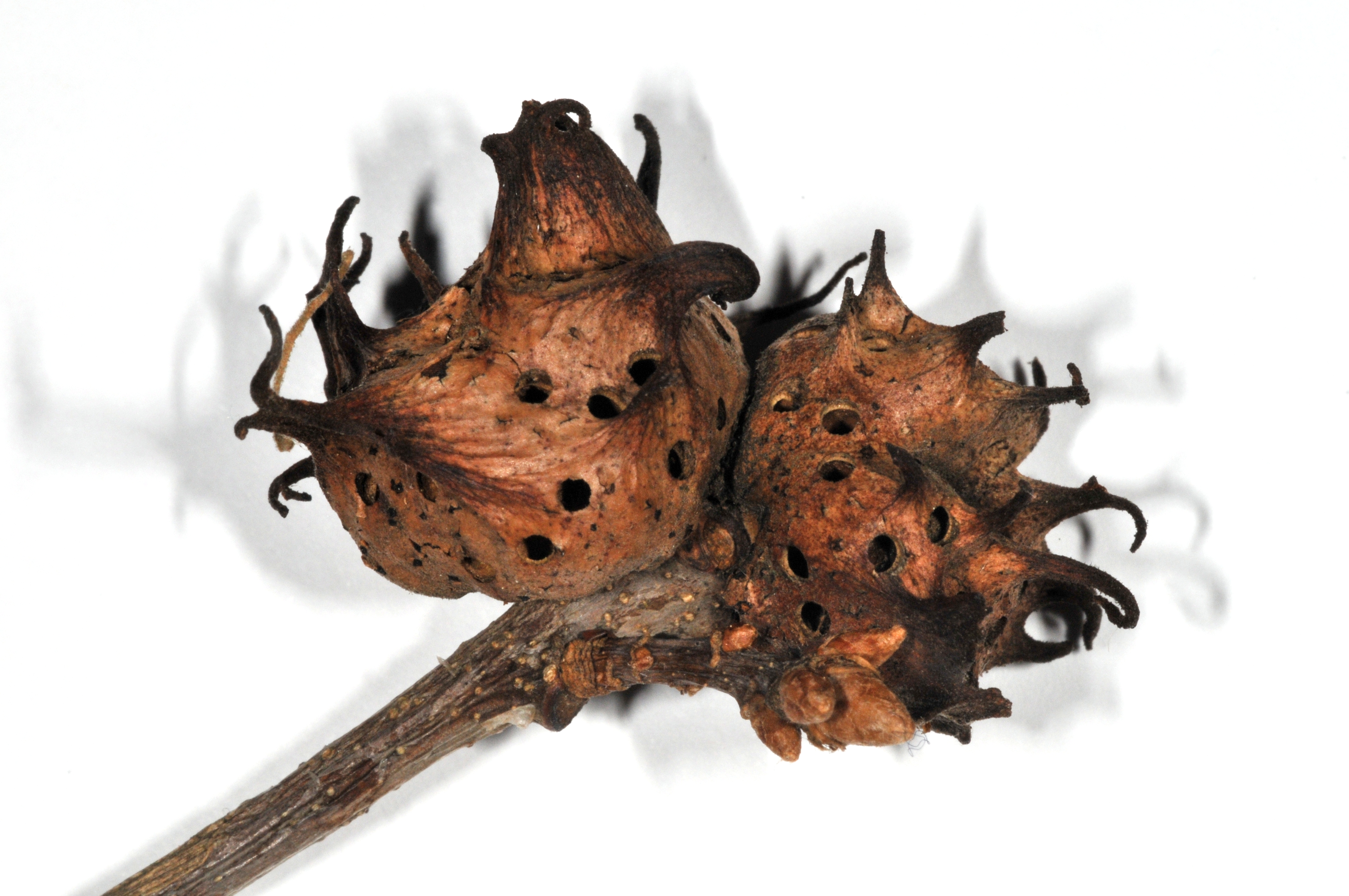
Galles provoquées par Andricus coriarius sur chêne chevelu. Les orifices de sortie des insectes adultes sont visibles.

Les femelles agames (ou parthénogénétiques) de ce petit insecte provoquent par leurs piqûres la formation de galles brunes, épineuses, visibles en automne sur diverses espèces de chênes dont le chêne pubescent et le chêne chevelu.